# José María Hernández Pérez
José María Hernández Pérez (Ciudad Rodrigo, 18 de diciembre de 1959-Valladolid, 15 de febrero de 2015) fue un político y biólogo español.

## Biografía
Nacido en el municipio salmantino de Ciudad Rodrigo el 18 de diciembre de 1959, se licenció en Ciencias Biológicas por la Universidad de Oviedo y diplomó en Profesorado de EGB por la Universidad de Salamanca. Desde 1991 formó parte del Cuerpo Facultativo Superior de Biólogos de la Junta de Castilla y León y fue concejal del Partido Popular en el ayuntamiento de Palencia. Además, en agosto de 2000 fue nombrado gerente territorial de Servicios Sociales de la provincia de Palencia y en marzo de 2001 tomó posesión del cargo de gerente de Servicios Sociales de Castilla y León.
A finales de julio de 2003, fue designado delegado territorial de la Junta de Castilla y León en Palencia, cargo que desempeñó hasta que en junio de 2011 fue nombrado presidente de la Diputación Provincial de Palencia en sustitución de Enrique Martín Rodríguez. Ocupó ese cargo hasta que falleció el 15 de febrero de 2015, a los 55 años, en el Hospital Clínico de Valladolid a causa de una gripe que se agravó con complicación cardíaca.